# Перша священна війна
Перша священна війна (близько 595–583 до н. е.) — війна, до якої призвів намір гавані Кірри, розташованої неподалік від Дельф, стягувати мита з відвідуючих Дельфи паломників, що порушувало священні права громадян на вільне відвідування святилища. Дельфи були підтримані Афінами на чолі з Солоном. Вирішальну роль у розгромі і руйнуванні Кірри (591 рік до н. е.) зіграли тиран Сікіона Клісфен, а очолив об'єднане військо Амфіктіонії Еврілох з роду Алевадів, правитель Ларісса та вождь Фессалійського союзу. Роль Еврілоха в Дельфах після цього настільки зросла, що він заснував Піфійські ігри. Війна закінчилася перемогою над жителями Кірри, що втекли в гори.
В описах цієї події присутня плутанина. Страбон (IX. 3. 4, р. 418), збитий з пантелику формою «Кірра», пізнішим варіантом від «Кріса» — Κρῖσα > *Κῖρσα (форма, реконструйована на основі засвідченого прикметника Κιρσαῖος) > Κιρρα, — подумав, що під час війни облозі піддалися два міста.